# 葉昆池
葉昆池（?—?），明朝蘇州書商。
生卒年和生平皆不詳。明朝萬曆年間，蘇州多家族書坊，书坊多冠以“金阊”两字，因苏州金门、阊门，合称金阊，又以葉氏最多，可考者有9人，如葉昆池的能遠居、葉啟元的玉夏斋、葉瑤池的天葆堂，或为兄弟，或是同宗族人，其中以葉敬池和葉昆池最有名。刊刻以通俗小说為主。葉昆池刊刻過馮夢龍的《古今谭概》和《麟經指月》。崇禎八年，葉昆池還刊登廣告：“猶龍先生以《春秋》負重望，其經稿久傳海內，茲書則帳中秘也。本坊懇請刊行未允，適耿克勵先生至吳，遂從與出之，在本坊如獲拱壁，願海內共寶夜光。”餘事失考。